# Чабрило, Горан
Горан Чабрило (серб. Горан Чабрило; род. 1 июля 1958) — сербский шахматист, гроссмейстер (1995).
В составе 3-й сборной Югославии участник 29-й Олимпиады (1990) в Нови-Сад. 

## Изменения рейтинга
| Графики недоступны из-за технических проблем. См. информацию на Фабрикаторе и на mediawiki.org. |